# Yojiro Uetake
Yojiro Uetake (上武 洋次郎?, Uetake Yōjirō; Tatebayashi, 12 gennaio 1943) è un ex lottatore giapponese, specializzato nella lotta libera.

## Palmarès
Olimpiadi
- 2 medaglie:
  - 2 ori (pesi piuma a Tokyo 1964, pesi piuma a Città del Messico 1968)